# 阿彭策爾芝士
阿彭策爾芝士（德語：Appenzeller，德語發音：[ˈapn̩ˌt͡sɛlɐ] ⓘ）是一種自中世紀開始出現的硬質山區芝士，原產地為瑞士阿彭策尔地区，現主要產地包括聖加侖州及圖爾高州。阿彭策爾芝士與格呂耶爾芝士外型相似，芝士被製成厚車輪形狀，厚度為7.5厘米，重量不一。芝士表面呈黃油色澤，上面布滿豌豆大小般的洞眼。阿彭策爾芝士的味道較為刺激，具有泥土的芳香及水果的香味。阿彭策爾芝士由未經殺菌的全脂奶製成，凝乳酶凝結後，切割成凝乳塊，再經溫和的熱處理，並放入模具，瀝乾成形後放在一間涼爽高濕度的儲存間，定期擦淨表面，3-5個月則製成。辣奶酪（Räßkäse）是阿彭策爾芝士的仿製品種，由脫脂奶製成，成熟期較長，顏色較深，味道亦更濃烈。